# Cespitularia quadriserta
Cespitularia quadriserta is een zachte koraalsoort uit de familie Xeniidae. De koraalsoort komt uit het geslacht Cespitularia. Cespitularia quadriserta werd in 1933 voor het eerst wetenschappelijk beschreven door Roxas. 